# Tetragnatha digitata
Tetragnatha digitata är en spindelart som beskrevs av Octavius Pickard-Cambridge 1899.
Tetragnatha digitata ingår i släktet sträckkäkspindlar och familjen käkspindlar. Inga underarter finns listade i Catalogue of Life.